# Limenitis mucia
Limenitis mucia är en fjärilsart som beskrevs av Hans Fruhstorfer 1915. Limenitis mucia ingår i släktet Limenitis och familjen praktfjärilar. Inga underarter finns listade i Catalogue of Life.